# Agricultura Tamanho Família
Agricultura Tamanho Família (novembro de 2014), é um documentário, com 55 min. de duração, dirigido por Silvio Tendler, sendo o terceiro filme da Trilogia da Terra, iniciada pelas duas partes do documentário "O Veneno Está na Mesa". O tema da obra é a agricultura familiar .
Em 2016, participou da quinta edição da Mostra Ecofalante de Cinema Ambiental.